# Martin Fendrych
Martin Fendrych (* 10. ledna 1957 Praha) je český novinář a spisovatel, bývalý politik.

## Životopis
Vystudoval gymnázium, studium Fakulty strojní ČVUT nedokončil a do roku 1989 vykonával nekvalifikované práce. Po roce 1989 působil jako mluvčí federálního ministra vnitra Jána Langoše či jako náměstek ministra vnitra Jana Rumla (ODS), s nímž se znal již z minulosti, kdy společně navštěvovali přednášky filozofa Milana Machovce a také z činnosti na samizdatovém časopisu Vokno. V roce 1992 také kandidoval v parlamentních volbách za Občanskou demokratickou alianci (ODA).
Poté byl redaktorem týdeníku Respekt, kde v roce 1998 krátce zastával funkci šéfredaktora. Působí jako komentátor Aktuálně.cz a deníku Insider.
Je ženatý a má čtyři děti.

## Názory a postoje
Fendrych v komentáři obhajoval kritiku několika českých politiků k plánům Izraele na anexi židovských osad, které od roku 1967 vybudoval na okupovaném Západním břehu Jordánu.